# Steelbath Suicide
Steelbath Suicide er det svenske melodiske dødsmetal-band Soilworks debutalbum der blev udgivet i 1998 gennem Listenable Records. I 2000 genudgav Century Media albummet med et nyt cover og et live bonusnummeret ved navn "Sadistic Lullabye." På den japanske version er sangene "Disintegrated Skies" og "Burn" (et Deep Purple cover) inkluderet. 
Sangen "Demon In Veins" er en færdiggjort version af "Wake Up Call" fra deres demo. Det eneste i sangteksten der blev ændret var omkvædet.

## Numre
1. "Entering the Angel Diabolique" – 2:25
2. "Sadistic Lullabye" – 2:55
3. "My Need" – 3:42
4. "Skin After Skin" – 3:27
5. "Wings of Domain " – 3:19
6. "Steelbath Suicide" – 2:54
7. "In a Close Encounter" – 2:52
8. "Centro de Predominio" – 2:06
9. "Razorlives" – 4:24
10. "Demon in Veins" – 3:43
11. "The Aardvark Trail" – 4:17
12. "Sadistic Lullabye (live)" – 3:17

### Japanske bonusnumre
1. "Disintegrated Skies"
2. "Burn" (Deep Purple cover)

### Bonusnumre på genudgivelse
1. "Sadistic Lullabye (live)" – 3:17

## Musikere
- Björn "Speed" Strid – Vokal
- Peter Wichers – Guitar
- Ludvig Svartz– Guitar
- Carlos Del Olmo Holmberg – Keyboard, Synthesizer
- Ola Flink – Bas
- Jimmy Persson – Trommer